# Презумпция невиновности (фильм, 1988)
«Презумпция невиновности» — комедийный фильм советского режиссёра Евгения Татарского, снятый в 1988 году.

## Сюжет
После концерта популярная певица садится в поезд, чтобы ехать на гастроли за рубеж. В суматохе размещения в купе к певице забредают нетрезвые финские туристы, но быстро ее покидают. Вскоре певица обнаруживает, что у неё пропал пиджак, а вместе с ним и заграничный паспорт, по которому она должна уехать за рубеж на гастроли. О пропаже пиджака она сообщает Озерану, своему администратору, на что он в шутливой форме отвечает, что, мол, пиджак будем искать завтра, когда рассветёт, однако, узнав от Зои, что в пиджаке лежит загранпаспорт, тут же становится серьёзным и привлекает к поиску директора группы Григория Степановича. Григорий Степанович стыдит проводницу Лидочку, которая в сердцах заявляет, что кражи не могло произойти потому, что у них в поезде работает образцовая комсомольская бригада. Вызванный Лидочкой начальник поезда Бондарев принимает решение сигнализировать на ближайшую станцию, чтобы в поезд сели работники милиции.
Тем временем двое врачей, Пётр Никитич и Миша, командированных на семинар в Ленинград, безуспешно пытаются купить билеты на поезд. Отчаявшись, они принимают решение пообщаться непосредственно с проводниками в надежде, что за определённое вознаграждение им позволят «хотя бы посидеть в коридоре вагона». И вот вдруг им светит удача — на перроне останавливается тот самый поезд, и проводник одного из вагонов принимает их за тех самых сотрудников милиции, которых вызвал Бондарев. Поначалу врачи не поняли, что от них хотят, но Миша, давя на то, что их обоих могут высадить на ближайшем полустанке, предлагает «поиграть» в сыщиков.
Далее разворачивается фарс, в котором Миша, войдя в роль дознавателя, поочерёдно «допрашивает» участников гастролей, узнавая некоторые подробности их личной и профессиональной жизни. Так выясняется, что Леонид Борисович Озеран едет по фальшивому командировочному удостоверению провожать в Ленинграде свою любовницу, оперную певицу, а это удостоверение он предъявит жене в качестве отчёта. Григорий Степанович Козинец, несмотря на регалии, представляется зрителю как мелкий пакостник и завистник, получивший к тому же свои почести путём выпивки и охоты с вышестоящими руководителями. При образцовой комсомольской бригаде едет посторонний пассажир (молодой человек Слава в купе Лидочки).
Тем временем Миша говорит Петру Никитичу, что все они виноваты и каждый из них мог украсть пиджак, на что Пётр Никитич, как человек высоких моральных принципов, отвечает, что существует презумпция невиновности, и нельзя на основании случайных фактов делать скоропалительные выводы. В конце концов, в разгар «следственного эксперимента», «детективы» были разоблачены начальником поезда после просьбы предъявить наконец документы сотрудников правоохранительных органов. Пропавший же пиджак обнаружился под спавшим на нём пьяным пассажиром, «водочным туристом» из Финляндии.

## В ролях
- Любовь Полищук — Зоя Болотникова, певица, заслуженная артистка РСФСР
- Юрий Богатырёв — Григорий Степанович Козинец, директор группы, заслуженный работник культуры РСФСР
- Станислав Садальский — Леонид Борисович Озеран, администратор группы
- Николай Пастухов — Пётр Никитич, хирург, вынужденный лжемилиционер, «товарищ майор»
- Василий Фунтиков — Михаил Совчи, анестезиолог, вынужденный лжемилиционер, «товарищ лейтенант»
- Леонид Куравлёв — Руслан Ильич Бондарев, начальник поезда
- Ирина Ракшина — Лидия Семёновна, проводница
- Олег Гаркуша — Слава, безбилетный пассажир в купе проводницы (озвучивал Валерий Захарьев)
- Елена Ковалёва — девушка, соседка по купе Зои Болотниковой
- Любовь Малиновская — пассажирка поезда, вдова капитана 1-го ранга Недялкова
- Валентина Пугачёва — пассажирка поезда, квалифицированная акушерка
- Павел Первушин — пассажир поезда, генерал милиции
- Гали Абайдулов — эпизод
- Виктор Сухоруков — проводник из соседнего вагона
- Любовь Тищенко — Валентина, диспетчер на железнодорожной станции

## Создатели фильма
- Автор сценария: Аркадий Тигай
- Режиссёр-постановщик: Евгений Татарский
- Оператор-постановщик: Юрий Векслер
- Художник-постановщик: Исаак Каплан
- Композитор: Александр Журбин
- Постановка танцев: Гали Абайдулов
- Текст песен: Вячеслав Вербин